# La Olmeda de Jadraque
La Olmeda de Jadraque ist ein Ort und eine Gemeinde (municipio) mit 19 Einwohnern (Stand: 2024) im Nordwesten der Provinz Guadalajara in der Autonomen Gemeinschaft Kastilien-La Mancha in Zentralspanien. 

## Lage und Klima
La Olmeda de Jadraque liegt in einer Höhe von ca. 895 m in der Kulturlandschaft der Serranía. Die Entfernung zur südsüdwestlich gelegenen Provinzhauptstadt Guadalajara beträgt ca. 61 Kilometer (Fahrtstrecke). Das Klima ist gemäßigt bis warm; Regen fällt übers Jahr verteilt.

## Bevölkerungsentwicklung
| Jahr      | 1970 | 1981 | 1991 | 2001 | 2011 | 2021 |
| Einwohner | 103  | 15   | 5    | 21   | 15   | 15   |

## Sehenswürdigkeiten

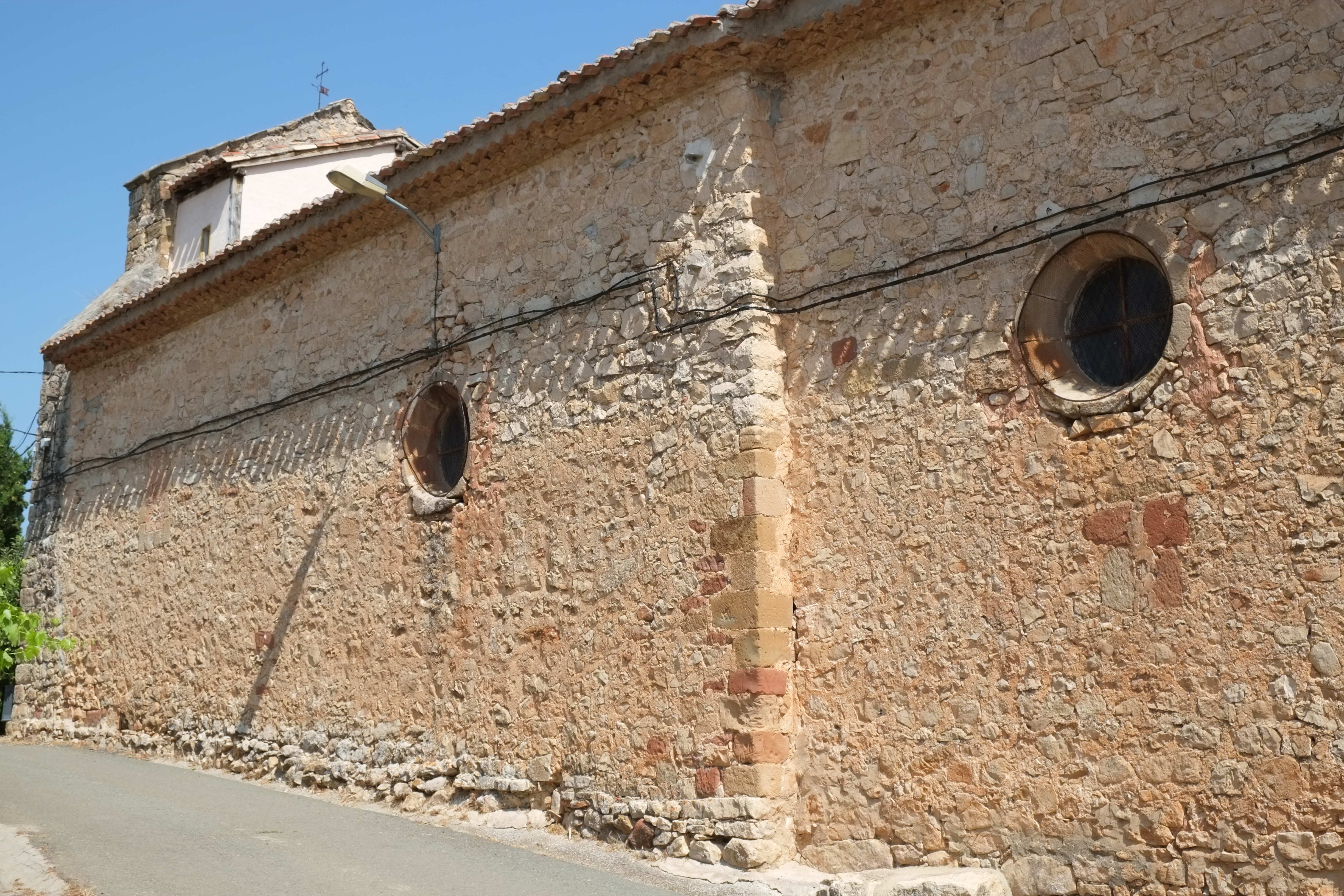
Matthäuskirche

- Matthäuskirche